# 玉島バイパス
玉島バイパス（たましまバイパス）は、日本の国道2号のうち、かつてバイパス道路として二次改築が行われた岡山県倉敷市中島字大西から同市玉島阿賀崎に至る延長9.3 kmの区間である。玉島地区周辺の交通渋滞緩和と交通安全の確保を目的として整備された。一部区間で供用を開始している玉島笠岡道路等と共に地域高規格道路倉敷福山道路の一部を構成する。

## 概要

### 路線データ
- 起点：倉敷市中島字大西 （国道2号岡山バイパスと接続）
- 終点：倉敷市玉島阿賀崎 （国道2号玉島笠岡道路と接続）
- 延長：9.3 km （現道拡幅区間の0.7 km を含む）
- 規格：第3種第1級
- 設計速度：80 km/h
- 道路幅員：40.0 - 42.0 m
- 本線部
  - 土工部：18.25 m
  - 高架部：18.0 m
- 車線幅員：3.5 m
- 車線数：暫定2車線（完成4車線）
- 総事業費：約511億円
- 最高速度：60km/h

## 歴史
1972年度（昭和47年度）に一般国道2号玉島バイパスとして事業着手、1994年（平成6年）に全線開通した。
本事業は側道の整備を先行し、1985年（昭和60年）には側道と高梁川大橋を供用。当時、高梁川大橋建設の際には橋の完成を早めるため、有料道路にするか否かの議論が繰り広げられたが、住民の生活道路にも使われる為に反対され、側道開通に遅れながらも無料開通の運びとなった。しかし、バイパス側道は連続する平面交差点のため、B.P美袋線交差点や、B.P船穂沖交差点を先頭に1 km を越える慢性的な渋滞が発生していた。その後、渋滞緩和を目的に順次高架橋が施工され、2002年（平成14年）に船穂高架橋が完成することによって暫定2車線ながら全線高架化が完了した。
暫定2車線による全線高架化後も、高梁川大橋を先頭とする渋滞が上下線共に慢性的に発生していた。このため、2007年（平成19年）度より高梁川大橋周辺及び岡山バイパスの倉敷市街南部区間の4車線化を行う「倉敷立体」事業に着手し、2020年（令和2年）に完了した。

### 年表
主な出来事を「全線開通まで」と「全線開通後」に分け説明。地名および道路名は当時のものである。

#### 全線開通まで
- 1972年（昭和47年）
  - 事業化。
  - 8月15日：都市計画決定（当初から大西地区と玉島市街地区は高架化される設計）。
- 1974年（昭和49年）：用地着手。
- 1975年（昭和50年） 3月：山陽新幹線新倉敷駅（岡山駅 - 博多駅）が開業。
- 1977年（昭和52年）：終点部付近の四ツ土井側より工事着手。
- 1981年（昭和56年）3月31日：初開通となる倉敷市大西 - 同市片島町（側道、0.9 km）が供用開始。
- 1983年（昭和58年）12月10日：岡山県道54号倉敷美袋線 - 岡山県道35号倉敷成羽線（側道、2.2 km）および岡山県道35号倉敷成羽線 - 倉敷市玉島道越（四ツ土井）（暫定2車線、0.5 km）が供用開始。
- 1985年（昭和60年）11月13日：高梁川大橋（暫定2車線、630 m）および浅口郡船穂町（当時） - 県道54号倉敷美袋線（側道、3.0 km）を供用開始。
- 1988年（昭和63年）3月1日：山陽自動車道早島IC - 福山東IC（39.3 km）が開通。連絡道路を介して玉島ICと接続。
- 1989年（平成元年）11月20日：主要渋滞ポイントとなっていた大西交差点を跨ぐ大西高架橋（暫定2車線、0.9 km）が供用開始。
- 1994年（平成6年）3月17日：終点部の里見川橋と阿賀崎高架橋（暫定2車線、1.3 km）が供用開始。これにより全線開通[3]。

#### 全線開通後
- 1998年（平成10年）3月23日：爪崎高架橋（暫定2車線、2.7 km）が供用開始[5]。
- 2001年（平成13年）
  - 4月1日：並行する現道が国道429号に指定。
  - 5月26日：長尾高架橋（暫定2車線、1.1 km）が供用開始。
- 2002年（平成14年）7月27日：船穂高架橋（暫定2車線、1.4 km）が供用開始。これにより全線高架化が完了。
- 2005年（平成17年）
  - 7月：新倉敷駅南土地区画整理事業が完了。
  - 8月1日：浅口郡船穂町が吉備郡真備町と共に倉敷市編入。これにより倉敷市域のみを通る路線となる。
- 2011年（平成23年）3月10日：「倉敷立体」事業により倉敷市中島 - 同市片島町（1.4 km 、岡山バイパスを含む）が4車線化[6][7]。
- 2014年（平成26年）9月24日：「倉敷立体」事業の船穂地区（倉敷市片島町 - 同市船穂町船穂、2.7 km）が着手[8][9]。
- 2015年（平成27年）
  - 2月20日2時：終点部（倉敷市玉島阿賀崎）における通行形態が変更となり、玉島西ICが供用開始[10][11]。
  - 3月29日16時：玉島笠岡道路（自動車専用道路）I期区間（玉島西IC - 浅口金光IC、4.5 km）が供用開始され[12][13]、本道路と直結。
- 2018年（平成30年）5月31日：「倉敷立体」事業による工事のため、高梁川大橋周辺の通行形態が変更。その後も同事業の完了まで段階的に変更される[4][14][15]。
- 2020年（令和2年）3月14日：「倉敷立体」事業により倉敷市片島町 - 同市船穂町船穂（2.7 km 、高梁川大橋を含む）が4車線化された[4][16][15]。

## 路線状況

### 道路施設
主な橋梁
- 大西高架橋 （下り線：1989年完成、延長874 m 、幅員8.0 m）
- 片島高架橋 （下り線：1984年完成、延長311 m 、幅員8.0 m）
- 高梁川大橋 （下り線：1985年完成、延長630 m 、幅員10.5 m）
- 船穂高架橋 （上下線：2002年暫定供用、延長900 m）
- 船穂ランプ橋 （195 m）
- 長尾高架橋
- 爪崎高架橋 （上り線：1998年完成、延長2383 m 、幅員8.0 m）
- 道口高架橋 （424 m）
- 里見高架橋 （226 m）
- 里見川橋 （142 m）
- 阿賀崎高架橋 （220 m）

## 地理

### 通過する自治体
- 倉敷市

### ランプと交差する道路

#### 本線
- 路線名の特記がないものは市道。

| 施設名                          | 接続路線名                               | 大阪から (km) |
| ------------------------------- | ---------------------------------------- | ------------- |
| 国道2号（岡山バイパス）岡山方面 |                                          |               |
| 大西                            | 国道429号                                | 194.1         |
| 大西ランプ（B.P片島）           | 国道429号方面（側道）                    | 194.5         |
| 船穂ランプ（B.P船穂沖）         | 側道                                     | 196.0         |
| 船穂JCT                         | 岡山県道54号倉敷美袋線（自動車専用道路） | 197.1         |
| 玉島長尾ランプ                  | 側道                                     | 197.9         |
| 玉島八島ランプ                  | 側道                                     | 200.5         |
| （キロポスト補正）              | -                                        | 200.9 200.09  |
| 道越IC                          |                                          | 200.16        |
| （キロポスト補正）              | -                                        | 200.22 201.0  |
| 玉島西IC                        | 国道2号 福山方面                         | 202.0         |
| 国道2号 玉島笠岡道路            |                                          |               |

#### 側道
| 交差する道路                             | 交差する場所                | 大阪から (km) |
| ---------------------------------------- | --------------------------- | ------------- |
| 国道2号（本線）岡山方面                  | 船穂ランプ（B.P船穂沖）     | 196.0         |
| 岡山県道54号倉敷美袋線（自動車専用道路） | 新船穂ランプ                | 197.1         |
|                                          | 中新田                      | 197.5         |
| 国道2号（本線）                          | 玉島長尾ランプ              | 197.9         |
|                                          | B.P長尾                     | 198.1         |
|                                          | B.P鉾島                     | 198.3         |
| 岡山県道54号倉敷美袋線                   | B.P美袋線                   | 198.7         |
| 岡山県道41号新倉敷停車場線               | 玉島爪崎                    | 199.0         |
|                                          | B.P堀貫線                   | 199.3         |
| 岡山県道41号新倉敷停車場線               | B.P停車場線                 | 199.7         |
|                                          | B.P大師通り                 | 200.4         |
| 国道2号（本線）福山方面                  | 玉島八島ランプ（B.P島地線） | 200.5         |
| 岡山県道35号倉敷成羽線                   | -                           | 200.8         |
| （キロポスト補正）                       | -                           | 200.9 200.09  |
| （キロポスト補正）                       | -                           | 200.22 201.0  |
| 国道429号 岡山県道382号本庄玉島線        | 竹川橋                      | 201.1         |

### 当該道路の位置関係
- （姫路・備前方面） - 岡山バイパス - 玉島バイパス - 玉島笠岡道路 - （福山方面）